# Coutts Crossing
Coutts Crossing – miasto w Australii, w stanie Nowa Południowa Walia.